# Baarstraat
Baarstraat is een buurtschap ten noordoosten van Thorn in de Nederlandse gemeente Maasgouw. De buurtschap ligt tussen de A2 en het dorp in en wordt omgeven door diverse kapelletjes.

## Bezienswaardigheden
- Heilige-Familiekapel
- Sint-Barbarakapel
- Sint-Jozefkapel

Steden en dorpen:
Beegden · Brachterbeek · Heel · Linne · Maasbracht · Ohé en Laak · Panheel · Stevensweert · Thorn · Wessem

Buurtschappen: Baarstraat · Bilt · Brandt · Eiland · Osen · Pol · Santfort (deels) · Weerd

Voormalige gemeenten: Heel · Maasbracht · Thorn

Limburg: Steden en dorpen      Nederland: Provincies · Gemeenten